# 207e division côtière
Pour les articles homonymes, voir 207e division.
La 207e division côtière (207ª Divisione Costiera) était une division d'infanterie de l'armée italienne pendant la Seconde Guerre mondiale. La division était basée en Sicile durant l'opération Husky.
Les divisions côtières étaient des divisions de deuxième ligne, généralement formées d'hommes dans la quarantaine et la cinquantaine destinés à effectuer des tâches ouvrières. Les hommes recrutés localement étaient souvent commandés par des officiers appelés à la retraite. Leurs équipements étaient également de basse qualité.

## Ordre de bataille
- 138e régiment d'infanterie côtier
- 139e régiment d'infanterie côtier
- 51e groupe d'artillerie (12 batteries)